# Skrzyp łąkowy
Skrzyp łąkowy (Equisetum pratense) – gatunek należący do rodziny skrzypowatych.

## Morfologia
Roślina trwała o wysokości od 15 do 30 cm. Pędy zarodnikowe żółtawe. Pochwy oddalone, lejkowate, o 10-15 wąskich szydlastych ząbkach, biało obrzeżonych. Pędy płonne szarozielone, nie rozgałęzione o długich poziomych lub odgiętych trójkanciastych gałązkach. Pochwy krótkie o ząbkach jajowatych, ostrych.

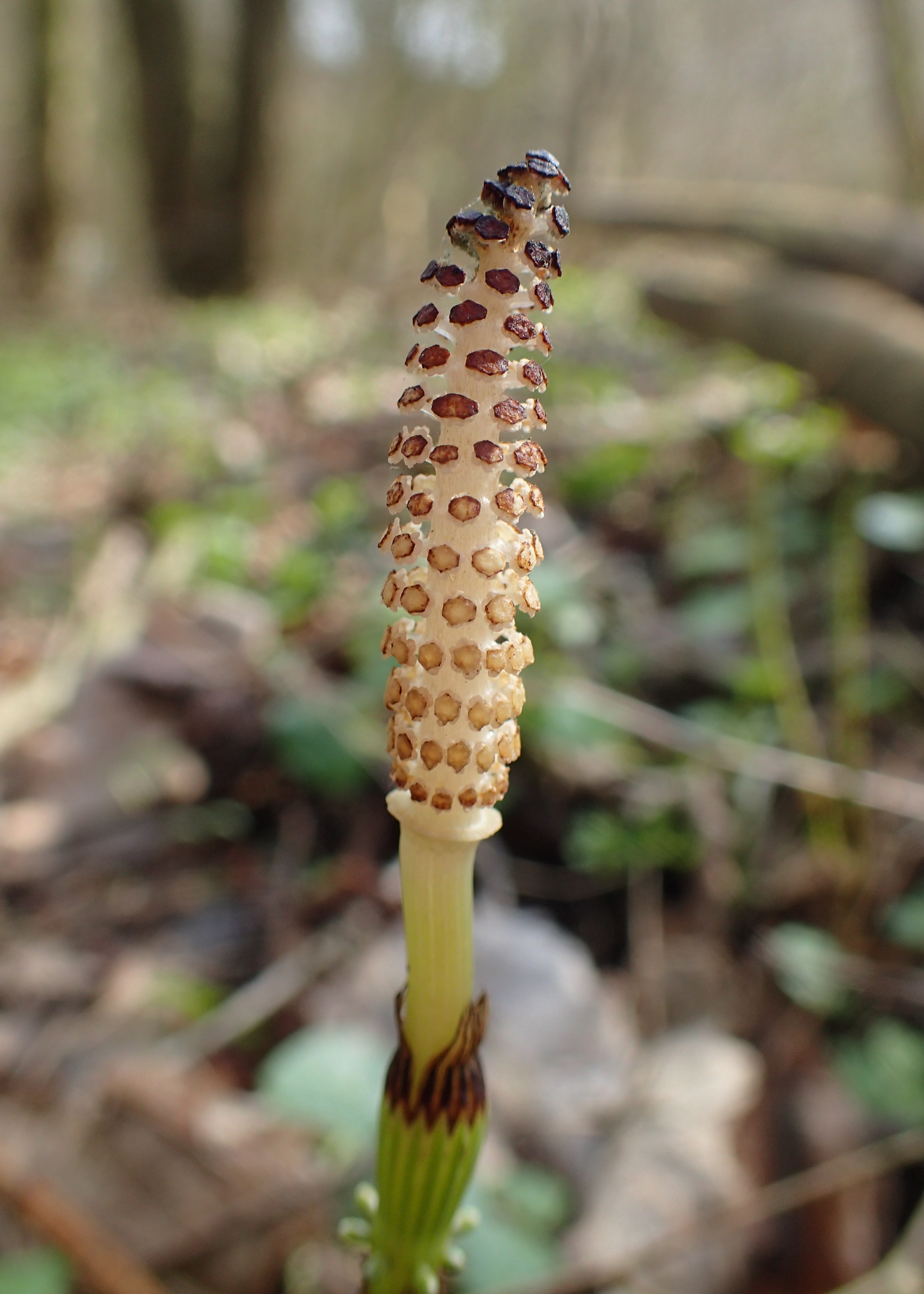
Kłos zarodnionośny
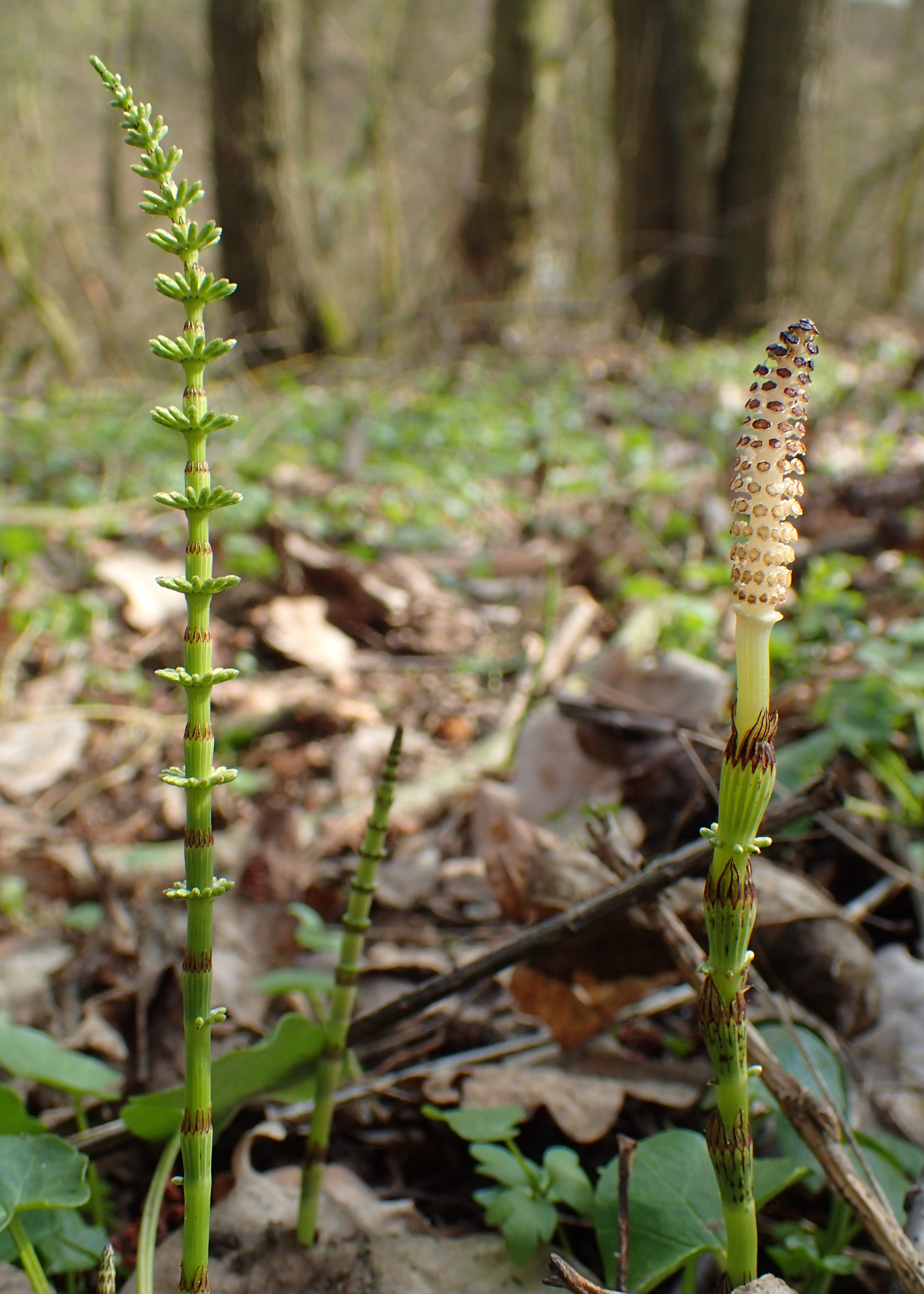
Młody pęd płonny i pęd zarodnionośny
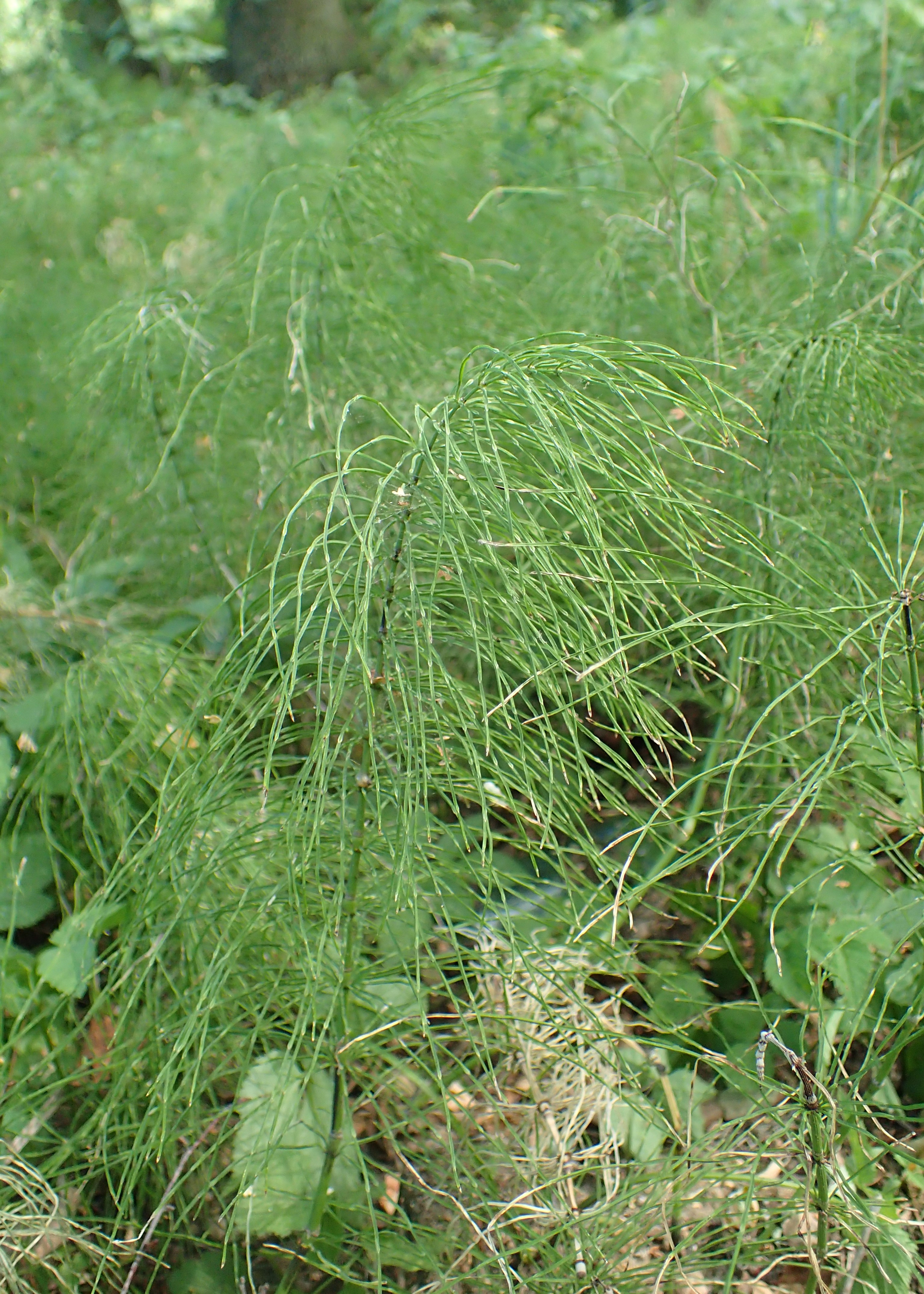
Dojrzały pęd płonny

## Biologia i ekologia
Występuje od kwietnia do maja w cienistych lasach liściastych, zaroślach lub polanach, w stanowiskach rozproszonych. 